# Шиншилловые
Шиншилловые (лат. Chinchillidae) — семейство южноамериканских млекопитающих из отряда грызунов.

## Описание
К семейству относятся грызуны средних или крупных размеров: длина тела у них варьируется от 22 до 66 см, масса — от 500 г до 7—8 кг. Телосложение довольно изящное. У равнинных вискачей самцы крупнее самок, у шиншилл наоборот — самки крупнее самцов. Голова относительно крупная, несколько уплощенная, с широкой мордой. Глаза большие. Уши округлые, маленькие у равнинных вискачей и большие у горных вискачей и шиншилл. Хвост длиной от 7 до 32 см, покрыт густыми, пушистыми волосами; у наиболее длиннохвостых равнинных вискачей он, однако, легко отламывается. Задние конечности длиннее и сильнее передних. Подошвы голые. Передние конечности 4-палые; задние — 3-палые у равнинных вискачей и 4-палые у остальных видов. Когти на задних лапах сильные и острые у равнинных вискачей и слабые, тупые у горных вискачей и шиншилл. Волосяной покров густой, очень мягкий. Окраска обычно серая или коричневато-серая, с более светлым брюшком. При испуге шиншилловые могут терять часть или весь волосяной покров (линька испуга). Зубов 20.
Распространены шиншилловые в Южной Америке: шиншиллы и горные вискачи обитают в центральных и южных Андах, населяя склоны гор от 800 до 6000 м над уровнем моря; равнинные вискачи населяют пампасы Аргентины — от провинции Чако до Патагонии, на юге доходя до 52° ю. ш. Равнинные вискачи строят сложные и обширные норы; другие виды живут обычно в расщелинах скал, под камнями. Все шиншилловые — колониальные животные, держатся группами от нескольких до сотен особей. У вискачей существует довольно обширный репертуар вокализаций. Активны днём (горные вискачи) или ночью. Быстрые подвижные зверьки; обычно передвигаются на четырёх конечностях, но могут прыгать на задних лапах. В одной норе обычно живёт семейная группа из 2—5 животных. Питаются различными растительными кормами, включая мхи и лишайники. Длительность беременности примерно 3—5 месяцев. В течение года бывает 1—3 помёта от 1 до 6 детёнышей в каждом. Детёныши рождаются хорошо развитыми. Лактационный период короткий; вскоре после рождения детёныши начинают питаться растениями.
Все виды шиншилловых изучены довольно слабо. Шиншиллы в настоящее время практически не встречаются в диком состоянии. Вискачи, некогда многочисленные, сейчас относятся к вымирающим видам. Горные вискачи также редки и встречаются только в труднодоступных горных районах.
Шиншилловых промышляют из-за меха; мясо некоторых видов употребляют в пищу. Шиншилл, знаменитых своим ценным мехом, разводят на зверофермах.

## Классификация
В семействе шиншилловых 3 рода и 6 видов.
- Семейство Chinchillidae[2]
  - Горные вискачи (Lagidium)
    - Северная вискача (Lagidium peruanum)
    - Южная вискача (Lagidium viscacia)
    - Вискача Вульфсона (Lagidium wolffsohni)
    - Lagidium ahuacaense

  - Lagostomus
    - Равнинная вискача (Lagostomus maximus)

  - Шиншиллы (Chinchilla)
    - Короткохвостая шиншилла (Chinchilla brevicaudata)
    - Шиншилла (Chinchilla lanigera)